# Бардина, Ольга Васильевна
О́льга Васи́льевна Ба́рдина (23 декабря 1932, Бек-Буди, Каршинский район, Узбекская ССР — 1 мая 2001, Москва) — советская российская оперная и камерная певица (лирико-драматическое сопрано). Народная артистка СССР (1978).

## Биография
Ольга Бардина родилась 23 декабря 1932 года в городе Бек-Буди (ныне Карши, Узбекистан).
В 1954 году окончила исторический факультет Среднеазиатского государственного университета в Ташкенте (ныне Национальный университет Узбекистана), в 1959 — Ташкентскую консерваторию (ныне Государственная консерватория Узбекистана) по классу пения у Е. В. Радомской.
В 1959—1962 годах — солистка Государственного театра оперы и балета им. А. Навои (ныне Государственный Академический Большой Театр имени Алишера Навои) в Ташкенте, затем Башкирского театра оперы и балета в Уфе.
С 1962 по 1983 год — солистка Саратовского театра оперы и балета им. Н. Г. Чернышевского. В её репертуаре свыше 40 партий.
С 1984 года — солистка Государственного гастрольно-концертного объединения РСФСР «Росконцерт» (Москва) (ныне ФГБУК «Росконцерт»).
Выступала в концертах. Кроме классических произведений, исполняла старинные русские песни и романсы.
Гастролировала по городам СССР и за рубежом, записывалась на грампластинки.
Ольга Бардина умерла 1 мая 2001 года. Похоронена на Щербинском кладбище (Южная территория, уч. № 43).

## Награды и звания
- Заслуженная артистка РСФСР (1967)
- Народная артистка РСФСР (1974)
- Народная артистка СССР (1978)

## Партии
- Наташа — «Русалка» А. С. Даргомыжского
- Татьяна — «Евгений Онегин» П. И. Чайковского
- Лиза — «Пиковая дама» П. И. Чайковского
- Настасья — «Чародейка» П. И. Чайковского
- Ярославна — «Князь Игорь» А. П. Бородина
- Аида — «Аида» Дж. Верди
- Дездемона — «Отелло» Дж. Верди
- Елизавета — «Дон Карлос» Дж. Верди
- Тоска — «Тоска» Дж. Пуччини
- Чио-Чио-сан  — «Мадам Баттерфляй» Дж. Пуччини
- Кармен - «Кармен” Ж.Бизе
- Mapo — «Даиси» З. П. Палиашвили
- Ортруда — «Лоэнгрин» Р. Вагнера
- Маргарита — «Фауст» Ш. Гуно
- Марфа — «Царская невеста» Н. А. Римского-Корсакова
- Наталья — «В бурю» Т. Н. Хренников
- Анна Снегина — «Анна Снегина» А. Н. Холминова
- Надежда Петровна — «Русская женщина» К. В. Молчанова[8].